# Saint-Alphonse-de-Granby
Pour les articles homonymes, voir Saint-Alphonse et Granby.
Saint-Alphonse-de-Granby est une municipalité dans la province de Québec au Canada, située dans la municipalité régionale de comté de La Haute-Yamaska qui fait partie de la région administrative de l'Estrie. Il est nommé en l'honneur d'Alphonse de Liguori. C'est un village dont l'économie locale repose en majeure partie sur l'agriculture.

## Géographie
Approximativement à mi-chemin entre Montréal et Sherbrooke, la géographie de Saint-Alphonse-de-Granby est majoritairement plate et ses grands champs sont exploités pour des fins agricoles (on y récolte surtout du maïs) et pour du pâturage depuis des siècles; cette région se distingue pour la présence de zones rocheuses distribuées aléatoirement (la roche est d’ailleurs exploitée dans une carrière privée appartenant au groupe Sintra), on y retrouve aussi quelques forêts mixtes menacées par la déforestation servant à l'expansion résidentielle et commerciale. La rivière Yamaska traverse Saint-Alphonse-de-Granby; plusieurs ruisseaux et fossés s'y déversent et un pont permet à l'autoroute 10 de circuler au-delà de ces eaux. Le croisement de l'autoroute 10 (à la sortie 68 ) et la route 139 s'effectue sur ce territoire près de sa bordure avec la ville de Granby. Le réseau régional de pistes cyclables La route des champs traverse la municipalité, la connectant ainsi à plusieurs autres villes via vélo.

### Municipalités limitrophes
Les villes avoisinantes sont l'Ange-Gardien, Granby, Bromont, Brigham, Cowansville, Farnham et East Farnham, on y retrouve aussi un accès vers Saint-Paul-d'Abbotsford.

## Écologie

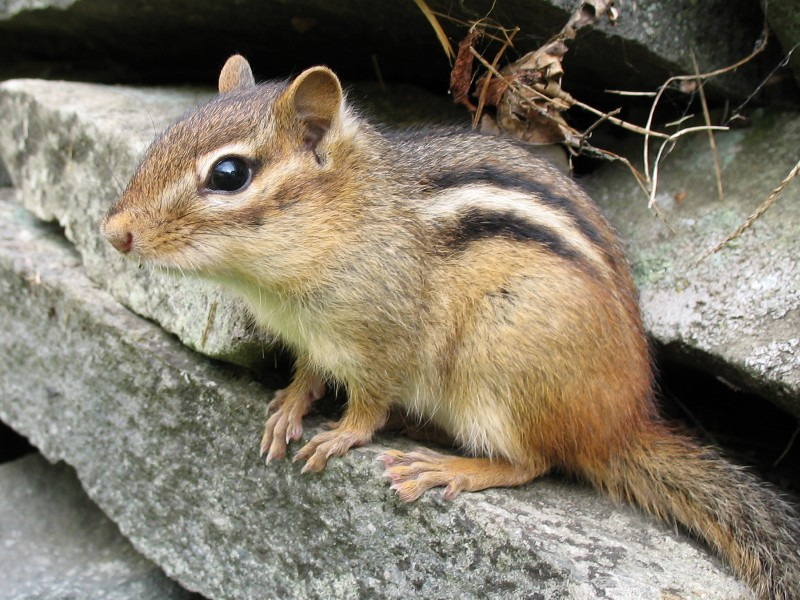
Le tamia rayé (Tamias striatus) est une espèce commune à Saint-Alphonse-de-Granby.

Comme il s'agit d'une municipalité rurale avec beaucoup de champs, de forêt mixte et de terrains humides, ce territoire permet d'abriter un grand nombre d'espèces animales et végétales qui habitent activement la région en tout temps tels que les conifères, certaines espèces d'oiseaux, de poissons et de mammifères; beaucoup d'espèces sont également présentes et actives de façon saisonnière seulement dû à leurs habitudes de migration ou d'hibernation, d'autres encore sont des végétaux qui restent dormants durant les saisons froides; se trouvent dans cette famille plusieurs milliers d'invertébrés, de mammifères, d'amphibiens, d'oiseaux et de reptiles, d'herbes, d'arbustes, d'arbres et de fungi. Parmi les créatures les plus imposantes que l'on y croise sont le grand héron et l'orignal. Les plantes portant des fruits comestibles sont abondantes dans les régions boisées et aux abords des routes; la grande richesse de variété en fait aussi un lieu convoité pour des pratiques comme la chasse, le trappage, l'herboristerie et la récolte du sucre au printemps.
On remarque une grande cohabitation entre les humains et les animaux dans cette municipalité autant avec les espèces sauvages que domestiques, puisque les animaux sauvage environnants sont devenus habitués à la présence d'humains, puis par l'importance de l'élevage bovin et de volaille, plusieurs ranchs sont aussi établis et l'introduction du chat domestique en fait un rôdeur commun. Longtemps ont cohabité les humains et la nature à cet endroit avant la découverte des Amériques par Colomb; l'exploitation la plus importante et la plus dommageable se déroula depuis l'arrivée des colons français qui décidèrent de cultiver la terre de ces champs, jusqu'à son développement actuel, qui s'en voit accéléré par le développement résidentiel, commercial et industriel moderne. Plusieurs espèces d'oiseaux sont attirés aux mangeoires et vivront dans un quartier résidentiel toute l'année. Nombre de résidents cultivent et entretiennent des espèces végétales qui ne proviennent pas du Québec, ceci résulte en un certain nombre d'espèces exotiques présente dans plusieurs quartiers et espaces naturels. La conséquence la plus tragique pour le règne animal de la présence de cette agglomération est la présence de ces réseaux routiers, qui causent la mort de centaines d'animaux à tous les ans.
Malgré sa superficie grandement réservée au secteur agricole, le conseil municipal de St-Alphonse-de-Granby a à cœur ces espaces verts et inaugura dans les années 2000 un sentier pédestre public permettant de circuler sur un sentier dans la forêt. Depuis longtemps aussi sont en place des circuits de VTT traversant les terrains municipaux et privés d'une grande part de cette région.

## Histoire
Autour des années 1800 on colonise la région qui deviendra Saint-Alphonse-de-Granby, mais on ne la nommera pas ainsi avant 1890. Une école de rang est inaugurée sur une terre détenue par Georges D. Fuller en 1950 afin d'éduquer les enfants de la région. Vers 1855 Hungerford Mills, un moulin à scie, est érigé par Stephen Léonard Hungerford avant d'être vendu à Joseph B. Hungerford (de parenté américaine) qui l'opère une quinzaine d'années avant que l'Irlandais Thomas Ferguson n'en prenne le relais, le moulin fait partie du Canton de Granby (Township of Granby). Avant 1870 apparaît aussi un moulin à farine; c'est autour de celui-ci et de Hungerford Mills que se développera tranquillement le village de Saint-Alphonse, c'est là que l'on commença à y construire des maisons; on divisa l'espace en quatre zones et plusieurs contremaîtres furent engagés afin de faire traverser des routes sur son territoire. Beaucoup des travailleurs préparant la ville de Saint-Alphonse travaillaient aussi pour le canton de Granby.
La paroisse de Saint-Alphonse est décrétée par l'évêque de Saint-Hyacinthe, Monseigneur Charles La Rocque le 6 février 1875. C'est à la demande des citoyens des environs qu'un curé pourra être présent le dimanche pour la messe; c'est l'abbé Charbonneau qui devient curé d'Adamsville et de Saint-Alphonse, il vivra trois mois sous le toit d'un concitoyen alors que l'on bâtit son presbytère auprès de l'église (qui s'agrandira en 1881). Le 30 décembre 1890, la municipalité (Saint-Alphonse-de-Granby) obtient le statut de municipalité distincte et indépendante à la suite d'une pétition des résidents de la paroisse de Saint-Alphonse du Canton de Granby; c'est dans la petite école du village que l'on élit le premier conseil municipal, le 16 mars 1891, six conseillers et un maire y siègent. Avant la construction d'un hôtel de ville (en 1985) le conseil loue un local dans l'école du village pour y tenir ses sessions.
L'église du village est touchée par la foudre en 1897 et elle s'enflamme, à l'époque, le curé était Pierre A. St-Pierre, il limite les dommages à l'aide de douze paroissiens; durant l'incident le curé décide de ne pas sauver la statue de sainte Anne sur l'autel. Bien que l'incendie laisse de traces, elle n'est pas détruite au complet; l'évêque de Saint-Hyacinthe à ce temps, Monseigneur Moreau, mentionne dans une lettre que c'est sainte Anne qui sauva le bâtiment.

### Les années 1900
Aux alentours de 1905 Saint-Alphonse voit un développement autour d'une voie ferrée et d'une gare (bâtie par Onésime Boisvert sur le rang Saint-Georges), c'est une construction sur trois étages qui abrite aussi un magasin général, un hôtel, ainsi que les quartiers de la famille du propriétaire; les fermiers apportent leur bétail en marchant, il y sont chargés dans des wagons; la marchandise locale telle que les produits laitiers et le bois sont tous voyagés via train vers Montréal pour la vente. Plus tard la gare est vendue et relocalisée, elle sert aussi de hangar pour les produits qui partent et arrivent.
Entre 1925 et 1929 on améliore les ponts de Saint-Alphonse, les conseillers municipaux en font construire un nouveau sur le 6e rang, les travaux majeurs sont sur celui du 3e rang (aujourd'hui rang Parent) et le pont du village (on lui ajoute un pilier central).
Lorsque Maurice Duplessis, premier ministre du Québec vers les années 1940, instaure l'électrification rurale, c'est le travail d'équipe des coopératives d'électricité de Roxton Pond, Sainte-Cécile-de-Milton, Ange-Gardien, Saint-Alphonse et Saint-Valérien qui se chargeront du projet en région; les COOP ne rivalisent guère et fondent même ensemble la Coopérative d'électricité de Saint-Valérien de Shefford, qu'ils inaugurent en 1947. Un aéroport est établi sur la terre qui appartenait à Albert Lecours; il est vendu à Granby trois ans après (ses activités cessent avec la venue de l'autoroute des Cantons en 1962).
Un nouveau magasin général (incluant une boucherie) voit le jour quand Omer Bédard achète un bâtiment à trois étages au cœur du village, en 1951, c'est un lieu populaire qui donne accès à tous les biens essentiels pour la maison; l'édifice comporte aussi trois logis en 1957.
En 1963, le conseil municipal a entre les mains les plans préliminaires de la route 139, celle-ci reliera la municipalité à l'autoroute à la sortie 38 (aujourd'hui 68) qui comprend un poste de péage, la construction dura deux ans. On convertira le poste de péage à la suite de son abolition en 1988, il se transforme en La Maison du tourisme de l'Estrie.
L'hôtel de ville est finalement construit en 1986 à l'angle de la rue Principale et de la route 139, la première séance ouverte au public dans le nouveau lieu se fait le 16 mai 1986.

### Chronologie municipale
25 octobre 2008: Saint-Alphonse change son nom et son statut de municipalité de la paroisse de Saint-Alphonse pour celui de municipalité de Saint-Alphonse-de-Granby.
- 1890 : Fondation de Saint-Alphonse;
- 1947: un aéroport voit le jour, l'inauguration vaut un spectacle aérien;
- 1959 : le comité des loisirs voit le jour;
- 1965 : la construction de l'autoroute des Cantons-de-l'Est est achevée;
- 1982: ouverture de la bibliothèque municipale, les lecteurs ont une heure par semaine pour leur choix de livre;
- 1985 : construction de l’hôtel de ville;
- 1988 : création de la Maison du tourisme de l'Estrie (kiosque d'information touristique situé sur la sortie 68 de l'autoroute 10). Renommée Maison du tourisme des Cantons-de-l'Est;
- 1931 : création d'un comité de chômage pour permettre aux sans-emplois de travailler sur l'entretien des voies publiques.

## Démographie
| 1991  | 1996  | 2001  | 2006  | 2011  | 2016  | 2021  |
| ----- | ----- | ----- | ----- | ----- | ----- | ----- |
| 2 575 | 2 889 | 2 805 | 2 918 | 3 125 | 3 094 | 3 341 |

## Administration

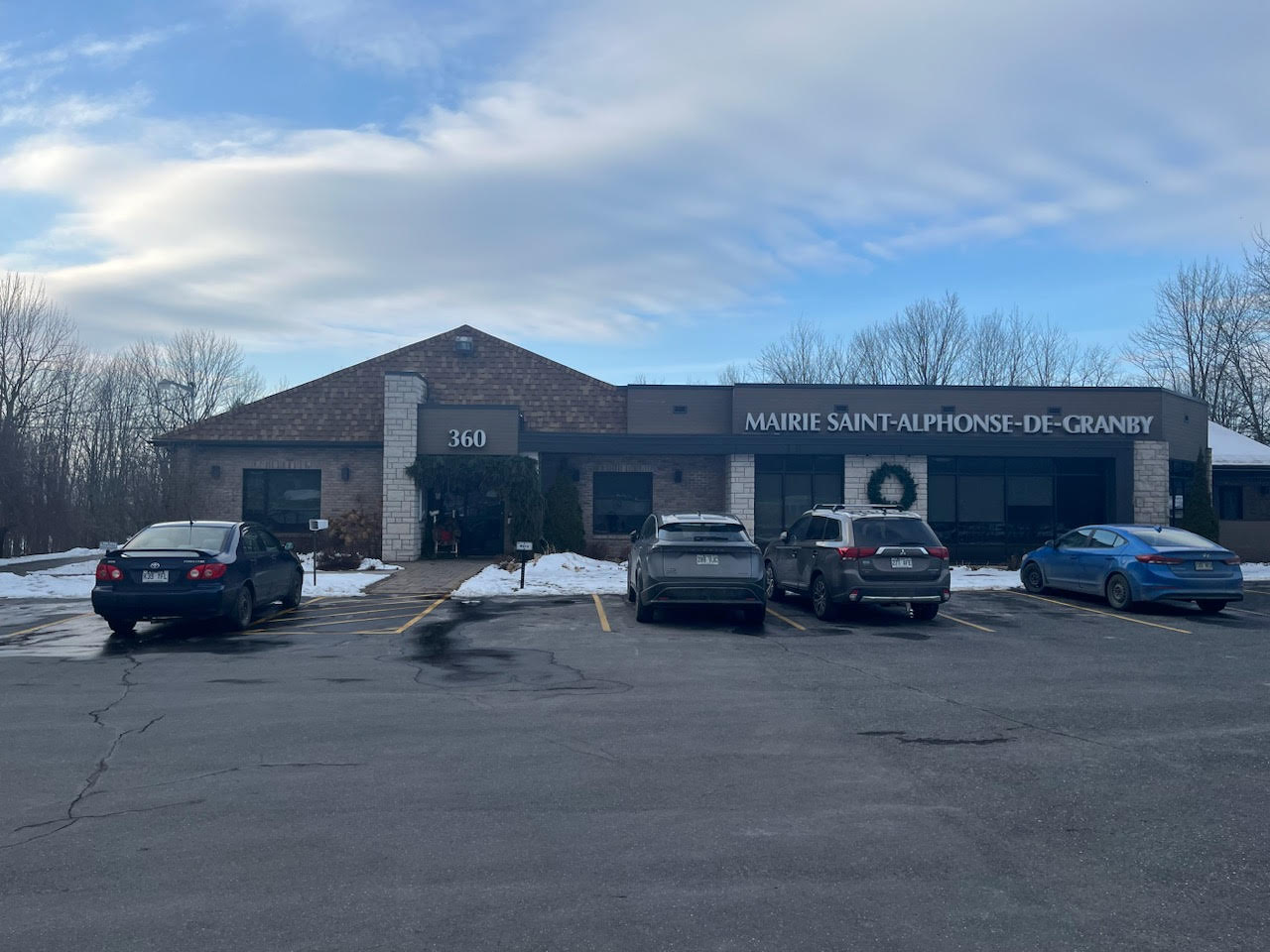
Mairie de St-Alphonse-de-Granby, située au 360 rue principale.

Les élections municipales se font en bloc pour le maire et les six conseillers. 
| Saint-Alphonse-de-Granby Maires depuis 2001                                                                          |                   |                                  |          |
| Élection | Maire             | Qualité                          | Résultat |
| 2001 | Clément Choinière | Maire durant 41 ans (1971-2012)  | Voir     |
| 2005 | Clément Choinière | Maire durant 41 ans (1971-2012)  | Voir     |
| 2009 | Clément Choinière | Maire durant 41 ans (1971-2012)  | Voir     |
| 2012 | Marcel Gaudreau   | Conseiller municipal (1990-2003) | Voir     |
| 2013 | Marcel Gaudreau   | Conseiller municipal (1990-2003) | Voir     |
| 2017 | Marcel Gaudreau   | Conseiller municipal (1990-2003) | Voir     |
| 2021 | Marcel Gaudreau   | Conseiller municipal (1990-2003) | Voir     |
| Élection partielle en italique Depuis 2005, les élections sont simultanées dans toutes les municipalités québécoises |                   |                                  |          |

## Éducation
L'éducation des enfants à Saint-Alphonse-de-Granby se faisait bien avant la formation de la municipalité sous la forme d'écoles de rang, la première remonte à au moins 1850 sur le terrain d'Hyacinthe Foisy.
Présentement, la seule école sur le territoire de la municipalité est l'école de la Moisson d'Or (anciennement école Saint-Alphonse), il s'agit d'une école primaire, qui couvre l'enseignement de la maternelle à la sixième année, les enfants y sont conduits en autobus à tous les jours de la semaine (sauf en cas de tempêtes de neige violentes); un service de garderie après les heures d'enseignement est offert sur place.
À la suite de leur graduation de l'école primaire, les enfants sont acheminés aux écoles secondaires de la Haute-Ville (Granby) ou Massey-Vanier (Cowansville) selon leur emplacement et la langue de leurs études secondaires. Typiquement, tous les enfants seront transportés en autobus jusqu'à l'école de la Haute-Ville (anciennement l'école Sacré-Cœur) pour poursuivre leur éducation durant deux ans, après quoi ils pourront terminer leurs études secondaires à l'école Joseph-Hermas-Leclerc (à Granby).

### Histoire de l'éducation à Saint-Alphonse
Vers 1910 on compte quatre écoles de rang et une école du village ; le salaire de l'enseignante est alors de 100 $/an. De 1958 à 1959, on construit une école qui centralisera l'éducation, les élèves y sont conduits en autobus ; ceci voit la fermeture des écoles de rang et de l'école du village, toutes étaient surpeuplées et certaines faisaient face à la détérioration des lieux.
La Commission scolaire du Val-des-Cerfs est chargée de la gestion de l'école Saint-Alphonse à la suite de la fusion des commissions scolaires Des Cantons, Des Rivières et Davignon en 1998 à la suite de réformes dans le système d'éducation québécois.
À la suite d'un concours en 2001 on renomme l'école Saint-Alphonse École de la Moisson d'Or; le logo de l'école est aussi changé. Le concours était ouvert à tous les étudiants, le personnel de l'école et les parents des enfants; malgré le grand taux de participation des élèves, c'est un parent et la secrétaire de l'école à l'époque qui remportent le prix et redéfinissent l'école. Le nom est reconnu comme étant peu populaire auprès des enfants, bien qu'il fasse référence à eux comme étant la moisson précieuse que l'on cultive au centre du village.

## Infrastructures
Longtemps Saint-Alphonse n'avait qu'un camion-pompe pour couvrir les feux, c'est en 1950 que le conseil conclut une entente avec la brigade d'incendie d'Ange-Gardien, puis en 1960 avec la brigade de Granby. En 1969 une brigade d'incendie est mise en place avec le village d'Adamsville (Brigham) et la municipalité d'Adamsville (Bromont), on y construira ensuite une caserne pour tenir une nouvelle flotte de camions.
La première bibliothèque municipale de Saint-Alphonse est fondée en 1982, dans le sous-sol de l'église, à la suite du travail de Francine Paquette (elle devient bibliothécaire), qui était la contributrice principale dans les débuts avec Claude Viau et le cercle AFEAS.

## Personnages notables
- De 1971 à 2012, Clément Choinière fut maire de Saint-Alphonse-de-Granby. Il servit cette fonction 41 ans (jusqu'à sa mort) car il était le seul candidat à la mairie.
- Jean-Philippe Dion (1983-), animateur et producteur de télévision québécois, y est né.